# 庄司肇
庄司 肇（しょうじ はじめ、1924年11月20日 - 2011年2月1日）は、日本の作家、文芸評論家、眼科医。

## 生涯
千葉県生まれ。九州高等医学専門学校卒。眼科医のかたわら小説、評論を書き文芸誌『きゃらばん』を主宰する。
作品に『庄司肇コレクション』『庄司肇作品集』がある。現代作家論が多い。
2011年2月1日、転移性肺腫瘍のため86歳で死去。

## 著書
- 『貴婦人たち』審美社 1968
- 『坂口安吾』南北社 1968
- 『泣き女・石男』前衛社 1971
- 『新戯作者論』南窓社 1973
- 『夏の光』審美社 1973
- 『父の言葉』審美社 1974
- 『医者の歯ぎしり 町医者による現代医療論』南窓社 1977
- 『私の木更津地図』たいまつ社 1979
- 『ぼくのラプソディー 日本きゃらばんの会編』大和美術印刷出版部 1979
- 『町医者の毒舌』毎日新聞社 1981
- 『野ねずみの髭』うらべ書房 1984
- 『無名標本』構想社 1985
- 『風流眼球譚 眼科あ・ら・かるて』未来社 1986
- 『眼科医院物語』未来社 1987
- 『変身不動尊 現代霊顕物語』未来社 1988
- 『庄司肇作品集』沖積舎 1989
- 『坂口安吾論集成』沖積舎 1992
- 『開業医だからこれだけ言える』王国社 1993
- 『内田百閒 ひとりぽっちのピエロ』沖積舎(作家論叢書)1993
- 『吉田知子論』沖積舎 1994
- 『天から降る白い花』沖積舎 1996
- 『昭和の心ひかれる作家たち』沖積舎 1998
- 『庄司肇コレクション』沖積舎

1、光のように 2001
2、馬と恋人たち 2001
3、室生犀星 2001
4、同世代の作家たち 2001
5、わが弾片 2002
6、志賀直哉 2002
9、津島佑子 2003
10、田中小実昌と色川武大 2003
- 『庄司肇作品集』全6巻 作品社 2002-2003
- 『斯波四郎を読む』森啓夫(「文学街」文庫)　2009

### 共著編
- 『小説の発見 1』編 たいまつ社 1980
- 『私のアペリチフ』末房貞樹共著 大和美術印刷出版部(日本きゃらばん文庫)　1980

## 参考
- 文藝年鑑2007